# Heteroconis candida
Heteroconis candida är en insektsart som beskrevs av Bo Tjeder 1973. Heteroconis candida ingår i släktet Heteroconis och familjen vaxsländor. Inga underarter finns listade i Catalogue of Life.